# Operatie Bonsaï
Operatie Bonsaï is het 219de stripverhaal van Jommeke. De reeks wordt getekend door striptekenaar Jef Nys.

## Verhaal
Op een nacht heeft professor Gobelijn een nieuwe uitvinding af: de moleculograaf. Deze verkleint mensen tot ze even groot zijn als poppetjes. Ook Jommeke wordt als proef verkleind maar als ze hem terug groot willen maken, ontploft de moleculograaf. Daardoor moet Jommeke een week lang klein blijven met alle gevolgen van dien: hij gaat bij de Miekes in een poppenhuis wonen, komt terecht in de riool en wordt gevangen door Kwak en Boemel. Gelukkig komt op het einde alles terug goed als de professor de moleculograaf terug heeft hersteld.